# Meslay (Calvados)
Meslay é uma comuna francesa na região administrativa da Normandia, no departamento Calvados. Estende-se por uma área de 5,62 km². Em 2010 a comuna tinha 307 habitantes (densidade: 54,6 hab./km²).